# 방황의 날들
《방황의 날들》(한국 한자: 彷徨의 날들, 영어: In Between Days)은 한국에서 제작된 김소영 감독의 2006년 드라마 영화이다. 김지선 등이 주연으로 출연하였고 브래들리 러스트 그레이 등이 제작에 참여하였다.

## 출연

### 주연
- 김지선
- 강태구

### 조연
- 케이트 클랜시
- 제이미 허버트
- 아이비 칸
- 김복자
- 마이크 박
- 나단 로드리게즈

## 기타
- 공동제작: 제니퍼 웨이스